# Citroën SM

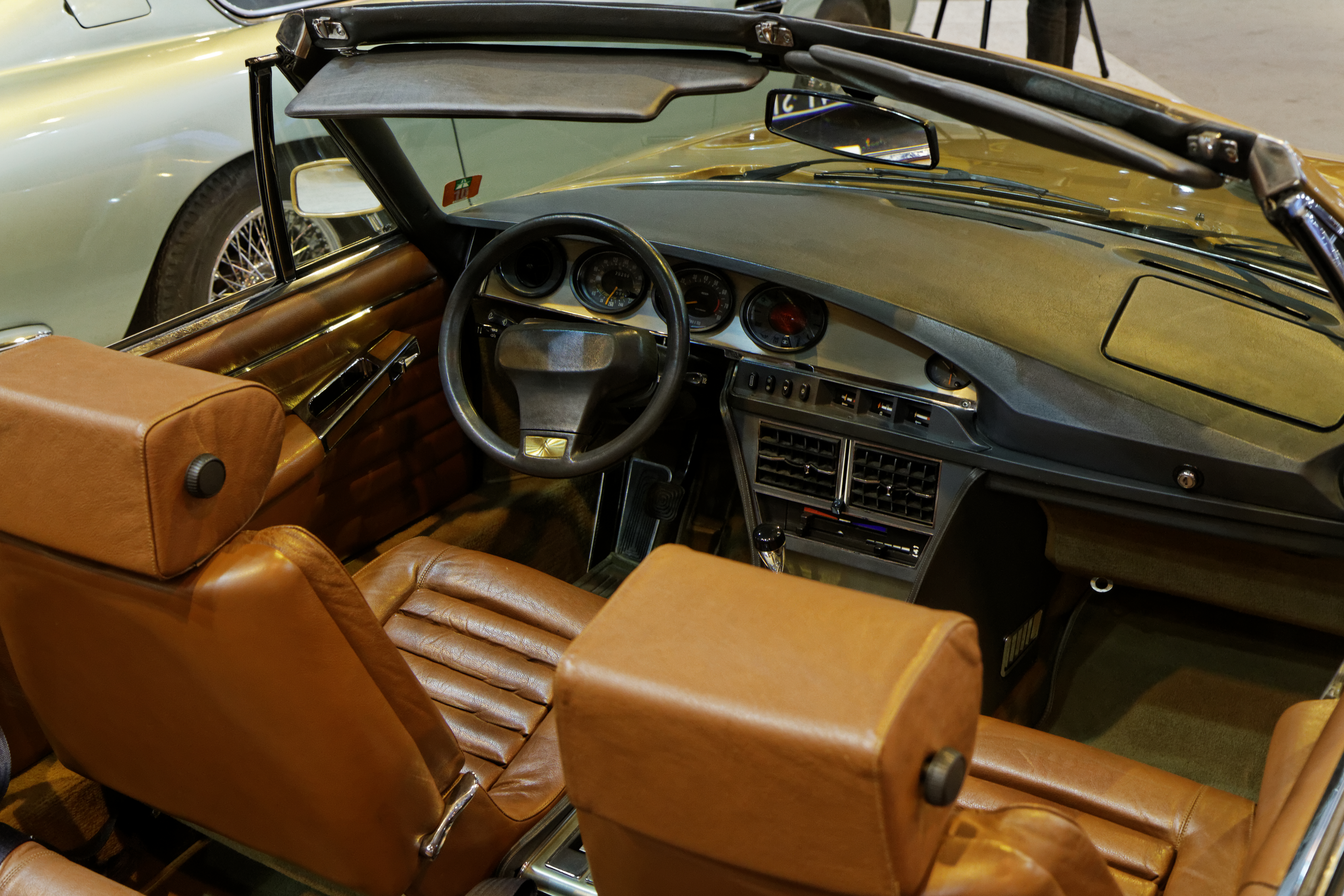
Citroën SM interieur

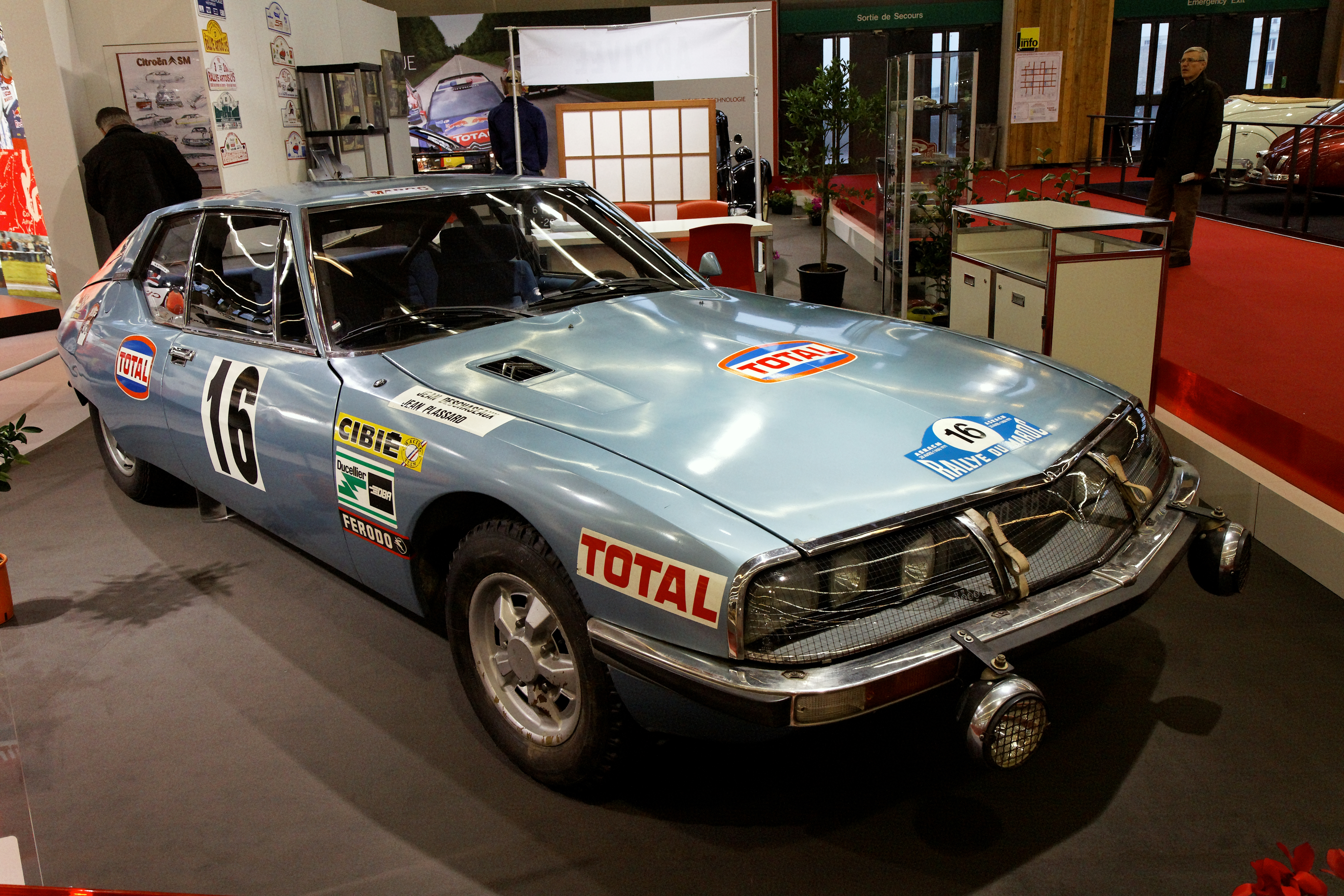
De Citroën SM die in 1971 de rally van Marokko won.

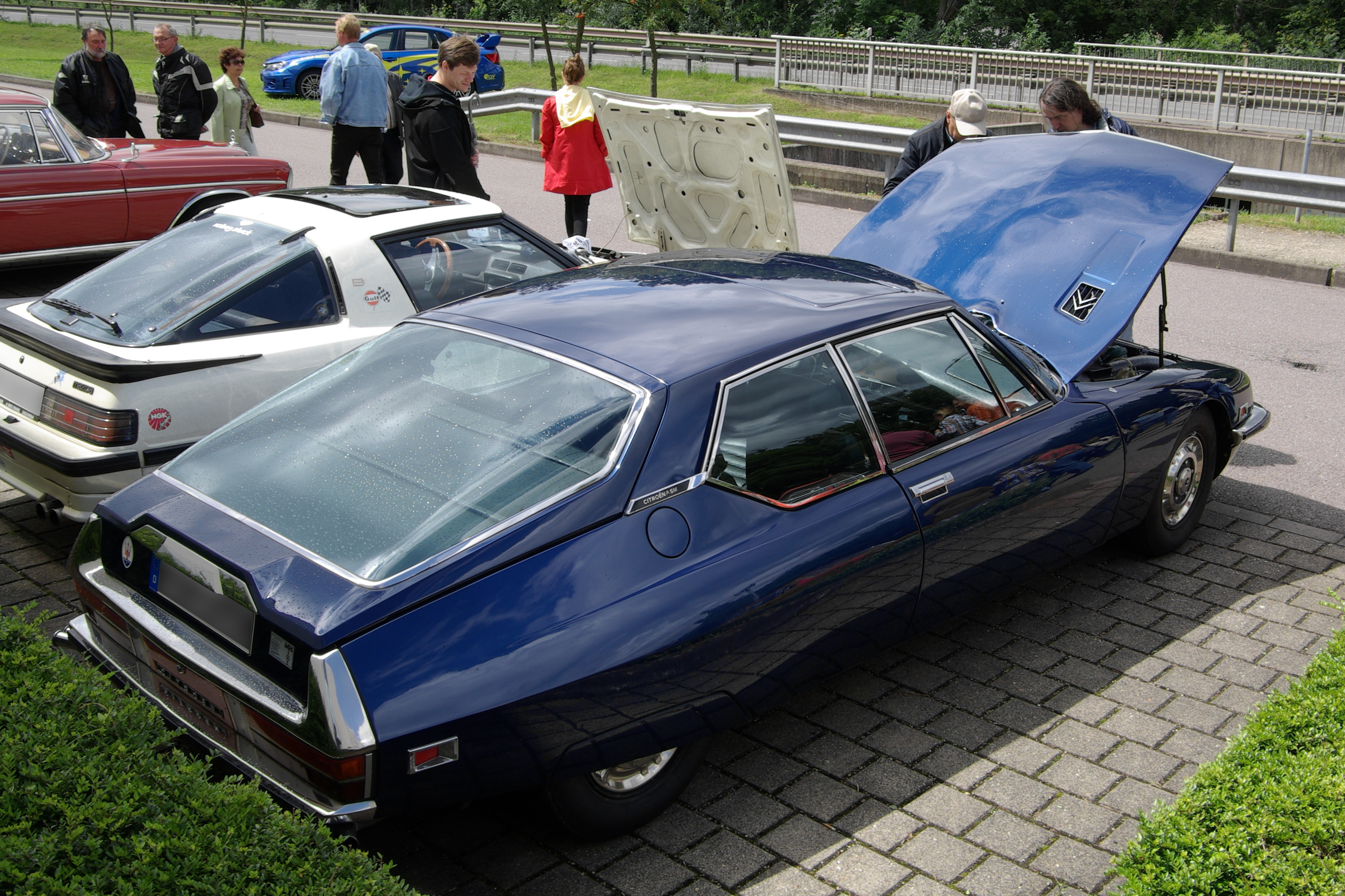
Citroën SM achterkant

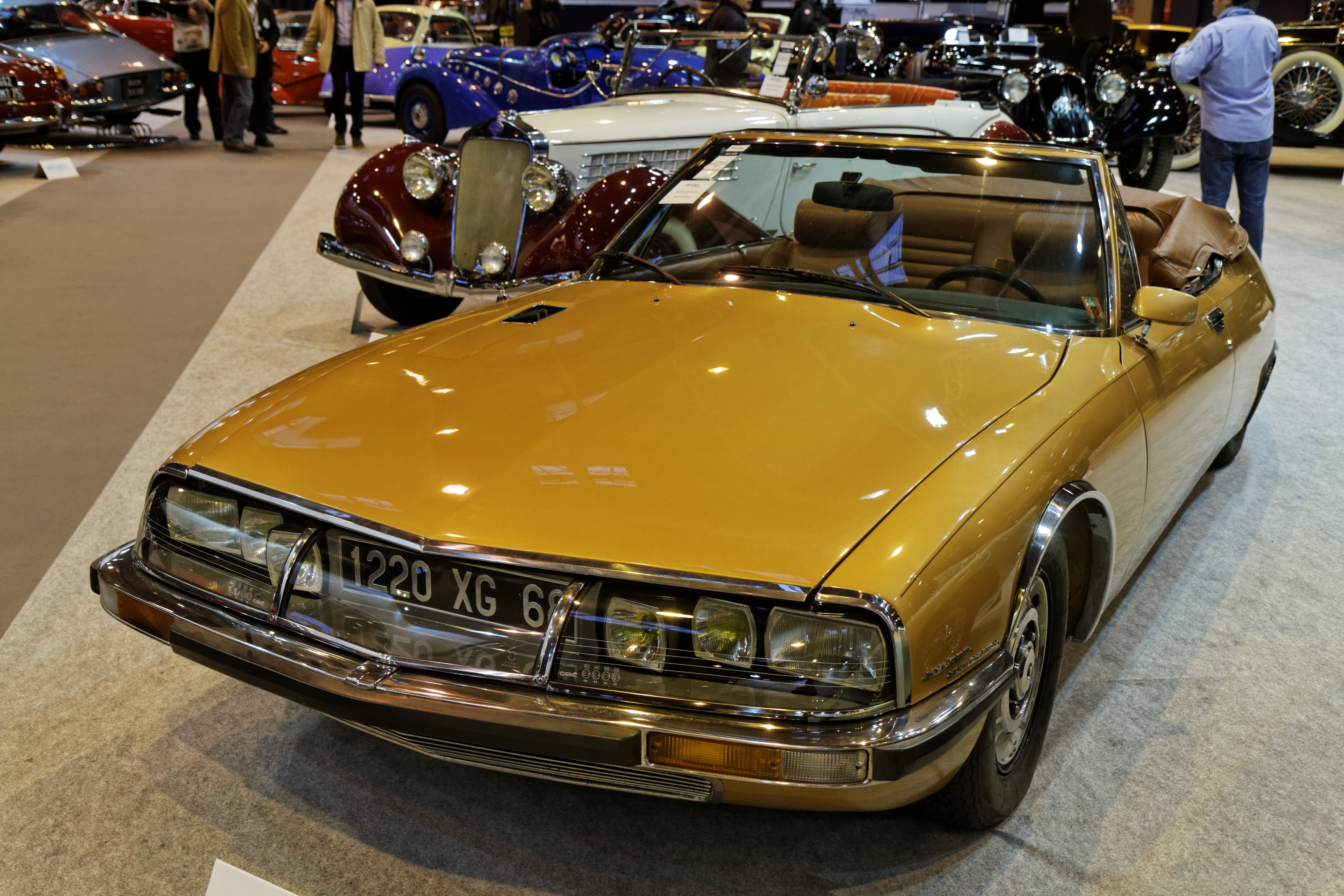
1975 Citroën SM IE Mylord Cabriolet Chapron

De Citroën SM was het topmodel van de Franse firma Citroën in de jaren zeventig. Het is niet bekend of de letters SM voor iets staan. Sommige bronnen zeggen dat de S kan komen van 'Project S', andere dat SM "Sport Maserati" zou betekenen, en weer andere dat het zou staan voor Sa Majesté, wat hare majesteit betekent - dit in navolging van DS, Déesse.
In 1961 ging bij Citroën 'Project S' van start, met als doel op basis van de DS een luxe auto met revolutionaire prestaties zoals een topsnelheid van meer dan 180 km/h en ver doorgevoerde technische verfijningen te ontwikkelen. De eerste contacten met het Italiaanse Maserati, voor de ontwikkelingen van een nieuw motorblok, volgden twee jaar later.
In 1968 nam Citroën de Italiaanse firma over, met als doel de krachtige V6-motor van Maserati te gebruiken voor de SM.

## Ontwerp
De vormgeving van de SM is van het hoofd van de designafdeling van Citroën, Robert Opron. Het technisch ontwerp is het werk van een groep technici, onder leiding van Jacques Né. Kenmerkend voor hun werk waren enkele 'traditionele' Citroën-eigenschappen, zoals de koplampen die meedraaiden met de voorwielen en nieuwigheden zoals de zelf centrerende, snelheidsafhankelijke stuurbekrachtiging (DIRAVI)(Direction à Rappel Asservi - Stuurbekrachtiging met gedwongen terugloop). Traditioneel Citroën was ook het stuurwiel, dat uitgevoerd was met slechts één spaak. De Maserati-motor was een V6 in 2.7 of 3.0 liter uitvoering, met drie dubbele Weber-carburateurs of een Bosch D-Jetronic injectiesysteem. De 3.0 liter-uitvoering werd gemaakt voor de Amerikaanse markt, waarvoor men ook begonnen was de handgeschakelde vijfversnellingsbak te vervangen door een drietrapsautomaat. De topsnelheid lag op 228 km/uur voor SM's met een handgeschakelde bak.
Zoals gebruikelijk had de SM ook voorwielaandrijving, en was de versnellingsbak voor de motor geplaatst.
Doel van de DIRAVI-besturing, een nieuw type bekrachtiging, was een snelheids-afhankelijke stuurbekrachtiging te bieden, die een hoog motorvermogen van meer dan 200 pk aankon in combinatie met voorwielaandrijving, meer comfort zou bieden dan de toenmalige stuurbekrachtigingen en een koersvaste, veilige besturing moest garanderen bij hoge snelheden ver boven de 200 km/h. Deze bekrachtiging werd gekenmerkt door een automatische terugloop bij draaiende motor (als men het stuur losliet bij stilstaande auto, draaide dit terug in de rechtuitstand). Dit effect werd bekrachtigd zodat vanaf 65 km/u het stuurwiel merkbaar zwaarder draaide, en bij hogere snelheid afnam en de auto een goede rechtuit stabiliteit vertoonde. Ook was de besturing uiterst direct; tussen de maximale uitslag naar links en naar rechts zaten slechts twee omwentelingen.
Uiteraard waren ook deze voertuigen voorzien van het zo kenmerkende hydropneumatische veersysteem met een constante wagenhoogte en een lastafhankelijke remdruk.

## Promotie
Op de Autosalon van Genève in maart 1970 kon het publiek eindelijk kennismaken met het nieuwe vlaggenschip van Citroën. Toen de auto in augustus dat jaar bij de Franse dealers stond, was het daar een drukte vanjewelste.
In 1971 won deze auto de Rally van Marokko. In 1972 zou hij ook meedoen in de 24 uur van Le Mans maar de deelname werd op het laatste moment afgezegd.

## Verkoop in Nederland
Er zijn officieel slechts 98 stuks in Nederland verkocht, tegen een vanafprijs van toentertijd fl. 36.900,00 (€ 16.745,00). Van die Nederlandse bezitters was Johan Cruijff zonder twijfel de bekendste. Zijn SM werd door Citroën aan hem geleased.
In 1974 kwam de Citroën CX op de markt, eveneens met de DIRAVI-besturing.

## Opvolging
In 1975 viel het doek voor deze bijzondere auto, nadat er een kleine 13.000 van waren geproduceerd, waarvan de laatste door Ligier werden gebouwd. PSA, de nieuwe eigenaar van Citroën na het faillissement in 1974, besloot de productie van de SM te stoppen, omdat de verkoop sterk tegenviel. Het grote probleem van de SM was de complexiteit van de auto. Behalve een Citroën-monteur voor het algemene onderhoud en de hydrauliek, was er ook een Maserati-monteur nodig voor het motoronderhoud.
De grote Amerikaanse en Canadese automarkt was al sinds 1974 buiten bereik, omdat de SM niet aan de NHTSA-eisen voor minimale bumperhoogte kon voldoen. Hydraulisch geveerde Citroëns zakken enkele centimeters in als de motor langere tijd is uitgeschakeld, maar de Amerikaanse veiligheidsregels lieten dit niet toe.

## Productieaantallen
| Jaar   | Productie |
| ------ | --------- |
| 1970   | 868       |
| 1971   | 4988      |
| 1972   | 4036      |
| 1973   | 2619      |
| 1974   | 294       |
| 1975   | 115       |
| totaal | 12.920    |